# Каспа (Республіка Алтай)
Каспа (рос. Каспа) — село Шебалінського району, Республіка Алтай Росії. Входить до складу Каспинського сільського поселення.
Населення — 371 особа (2015 рік).